# 関根賢
関根 賢（せきね まさる、1899年1月20日 - 1977年）は、日本のヤクザ、実業家。関根組組長。関根建設社長。群馬県出身。

## 関根組結成まで
1899年（明治32年）1月20日、群馬県で生まれた。家は家禄1200石の武士の家で、父は学校長だった。中学校を卒業すると土建業に入り、その縁から半博徒の河合徳三郎の子分となる。実兄の実が民政党院外団の常任幹事であった関係で政界にも知己を得、大正8年（1919年）11月に床次竹二郎の音頭取りで、右翼の頭山満を顧問に迎えて大日本国粋会が土建業者を含む博徒の団体として結成されると、親分の河合に従って参加。しかし元来、民政党系だった河合と政友会の幹部だった床次との対立から、河合は国粋会を脱会し、民政党を後ろ盾として大和民労会を結成。これに関根も従った。昭和11年（1934年）には本所・向島区方面の博徒や愚連隊を集めて向島に土建業「関根組」の看板を掲げ、配下の労務者に組合結成を許可している。

## 関根組解散まで
1944年（昭和19年）夏過ぎに軍部から警視庁を通じて大和民労会に国家奉仕の依頼があり、児玉誉士夫とともに鉄・銅資源の収集を行った。藤田卯一郎も鉄・銅資源の収集に奔走した。
戦争が終わると土建業としての活動を活発化させ、事業場建設の際には自由党の吉田茂や鳩山一郎から、花輪が贈られるほどになった。新憲法施行に伴う1947年（昭和22年）4月の選挙では配下を自由党候補者の応援に向かわせている。その一方で、藤田の発案から大幹部に金バッジ・幹部に銀バッジ・準幹部に青バッジを着けさせ関根組の幹部・組員と非組員を見分けやすくした。
1947年（昭和、四月選挙で自由党候補者を後援した。
選挙が終わると、連合国軍最高司令官総司令部（GHQ）から内務省警保局を通じて国家警察本部にヤクザの一斉検挙と壊滅の指示が下り、関根組も1947年7月8日に恐喝容疑で手入れを受けた。この手入れで、木津政雄が隠匿していた航空機用機関銃が発見され、機関銃の不法所持容疑で関根・木津など関根組幹部、多数の組員がGHQに検挙され、軍事裁判を受けて服役。関根は小菅刑務所に収監され留守を藤田に任せたが、関根組は解散状態に追い込まれたため、新たに「藤田組」を結成。組織の存続を図ったが、1949年（昭和24年）3月にGHQによる団体等規正令により解散を命じられて消滅した。関根組も同年6月に解散を命じられて消滅した。

## 関根組解散後
藤田は、昭和28年（1953年）3月に関根組幹部だった久野益義、田山芳徳、木津政雄、和泉武志、武井紀義、山中吾一（後の榎戸一家五代目）らとともに、旧関根組と旧藤田組の組員を集めて松葉会を結成した。初代会長には藤田が就任した。「松葉会」の名称は、関根のかつての親分、河合徳三郎の家紋が「松葉」であったところから名付けられた。関根は出所後にヤクザを引退し、関根建設社長に転進。東京都葛飾区立石に自宅を移した。藤田も関根の自宅近くに引越した。
以降、関根は表向き事業家として過ごしたが、藤田ら松葉会幹部たちとの付き合いは、その後も続いた。昭和52年（1977年）死去。

## エピソード
- 関根の親戚だった極東関口一家初代・関口愛治の死後、藤田は関口の位牌を自宅の仏壇に置いて、朝夕拝み、関口の冥福を祈った。藤田の死後、松葉会・佐藤栄助会長と松葉会幹部・渡辺博昭は、関口愛治の位牌を、関口三代目・小林荘八に返上した[3]。

## 関根賢関連の映画・オリジナルビデオ
- 『あゝ決戦航空隊』（1974年、東映）、関根賢役は、安藤昇
- 『実録・不退の松葉』（2005年、GPミュージアムソフト）、関根賢役は岡崎二朗